# Chasmatopterus esuris
Chasmatopterus esuris är en skalbaggsart som beskrevs av Baraud 1965. Chasmatopterus esuris ingår i släktet Chasmatopterus och familjen Melolonthidae. Inga underarter finns listade i Catalogue of Life.